# NK Dinamo Četekovac
| Radovi u tijeku! |
| Jedan vrijedni suradnik upravo radi na ovom članku! Mole se ostali suradnici da NE UREĐUJU članak dok je ova obavijest prisutna. Koristite stranicu za razgovor ako imate komentare i pitanja u vezi s člankom. Kada radovi budu gotovi predložak će ukloniti suradnik koji ga je postavio na članak! Predložak može svatko ukloniti ako 6 sati nije bilo promjena u članku i njegovoj stranici za razgovor. |

Nogometni klub "Dinamo" (NK "Dinamo"; Dinamo; Dinamo Četekovac) je nogometni klub iz Četekovca, Općina Mikleuš, Virovitičko-podravska županija, Republika Hrvatska. 
 
U sezoni 2024./25. klub se natječe u "Premijer ŽNL Virovitičko-podravskoj", ligi petog stupnja hrvatskog nogometnog prvenstva.

## Vanjske poveznice
- znsvpz.hr, Dinamo Četekovac
- (engl.) sofascore.com, NK Dinamo Četekovac